# Лаврешово
Лаврешово — деревня в Великоустюгском районе Вологодской области.
Входит в состав Покровского сельского поселения, с точки зрения административно-территориального деления — в Покровский сельсовет.
Расстояние по автодороге до районного центра Великого Устюга — 35 км, до центра муниципального образования Ильинского — 5 км. Ближайшие населённые пункты — Биричево, Луза, Тараканово.
По данным переписи в 2002 году постоянного населения не было.
В Лаврешово расположен памятник архитектуры здание, где располагалась «казёнка».